# Bouzoulouk
Pour les articles homonymes, voir Bouzoulouk (homonymie).
Bouzoulouk (en russe : Бузулук) est une ville de l'oblast d'Orenbourg, en Russie. Sa population s'élevait à 86 103 habitants en 2020

## Géographie
Située au sud-ouest des contreforts de l'Oural, Bouzoulouk est arrosée par les rivières Samara, Bouzoulouk et Domachka. Elle se trouve à 149 km au sud-est de Samara, à 224 km au nord-ouest d'Orenbourg et à 1 005 km à l'est-sud-est de Moscou.

## Histoire
En 1736 une forteresse baptisée Bouzouloukskaïa (Бузулу́кская) est construite au confluent de la rivière Bouzoulouk et de la rivière Samara, près de la frontière méridionale de la Russie. Elle est ensuite déplacée sur l'emplacement actuel de la ville près de la source de la rivière Domachka. Bouzoulouk acquiert le statut de ville en 1781.
Pendant la Seconde Guerre mondiale, une unité militaire tchécoslovaque, le Premier bataillon de campagne indépendant, fut organisée à Bouzoulouk, à partir de février 1942, sous le commandement du colonel Ludvik Svoboda. Elle prit part à la bataille de Sokolovo, en mars 1943.

## Population
Recensements (*) ou estimations de la population
| 1856  | 1897*  | 1913   | 1926*  | 1939*  | 1959*  | 1970*  |
| ----- | ------ | ------ | ------ | ------ | ------ | ------ |
| 5 600 | 14 362 | 16 500 | 24 562 | 42 430 | 54 851 | 67 091 |

| 1979*  | 1989*  | 2002*  | 2006   | 2010*  | 2013   | 2014   |
| ------ | ------ | ------ | ------ | ------ | ------ | ------ |
| 76 013 | 83 994 | 87 286 | 87 680 | 82 904 | 84 088 | 84 671 |

| 2015   | 2016   | 2017   | 2018   | 2019   | 2020   | - |
| ------ | ------ | ------ | ------ | ------ | ------ | - |
| 85 199 | 85 896 | 86 316 | 86 187 | 86 050 | 86 103 | - |

## Économie
Les principales activités tournent autour des activités d'extraction et de raffinage du pétrole produit dans la région.

## Personnalité
- Aleksandr Iegorov (1883-1939), maréchal de l'Union soviétique.